# Lasaeola bequaerti
Lasaeola bequaerti is een spinnensoort in de taxonomische indeling van de kogelspinnen (Theridiidae).
Het dier behoort tot het geslacht Lasaeola. De wetenschappelijke naam van de soort werd voor het eerst geldig gepubliceerd in 1948 door Arthur Merton Chickering.